# Hurius
Hurius is een geslacht van spinnen uit de familie springspinnen (Salticidae).

## Soorten
De volgende soorten zijn bij het geslacht ingedeeld:
- Hurius aeneus (Mello-Leitão, 1941)
- Hurius petrohue Galiano, 1985
- Hurius pisac Galiano, 1985
- Hurius vulpinus Simon, 1901